# Anahareo
Gertrude Moltke Bernard, también conocida como Anahareo (Mattawa, Ontario; 18 de junio de 1906-Kamloops, Columbia Británica; 17 de junio de 1986), fue una escritora, activista por los derechos de los animales y conservacionista canadiense del pueblo mohawk. Fue conocida por influir en el escritor Archibald Belaney (Búho Gris, Grey Owl), quien llegó a ser uno de los primeros defensores públicos del conservacionismo en Canadá.

## Biografía
Nació en el seno de una familia mohawk iroquesa, y creció como una mujer independiente que realizaba actividades entonces propias de hombres. Sus amigos la apodaron «Pony».
Cuando tenía 19 años, conoció a Grey Owl, un cazador de pieles de 37 años que afirmaba ser medio apache. La invitó a acompañarla a su cacerías. Se casaron al poco después en una ceremonia anishinaabe, a pesar de que no era legal, debido a que Grey Owl seguía casado con su primera esposa, Angele Eguwan, una ojibwa.

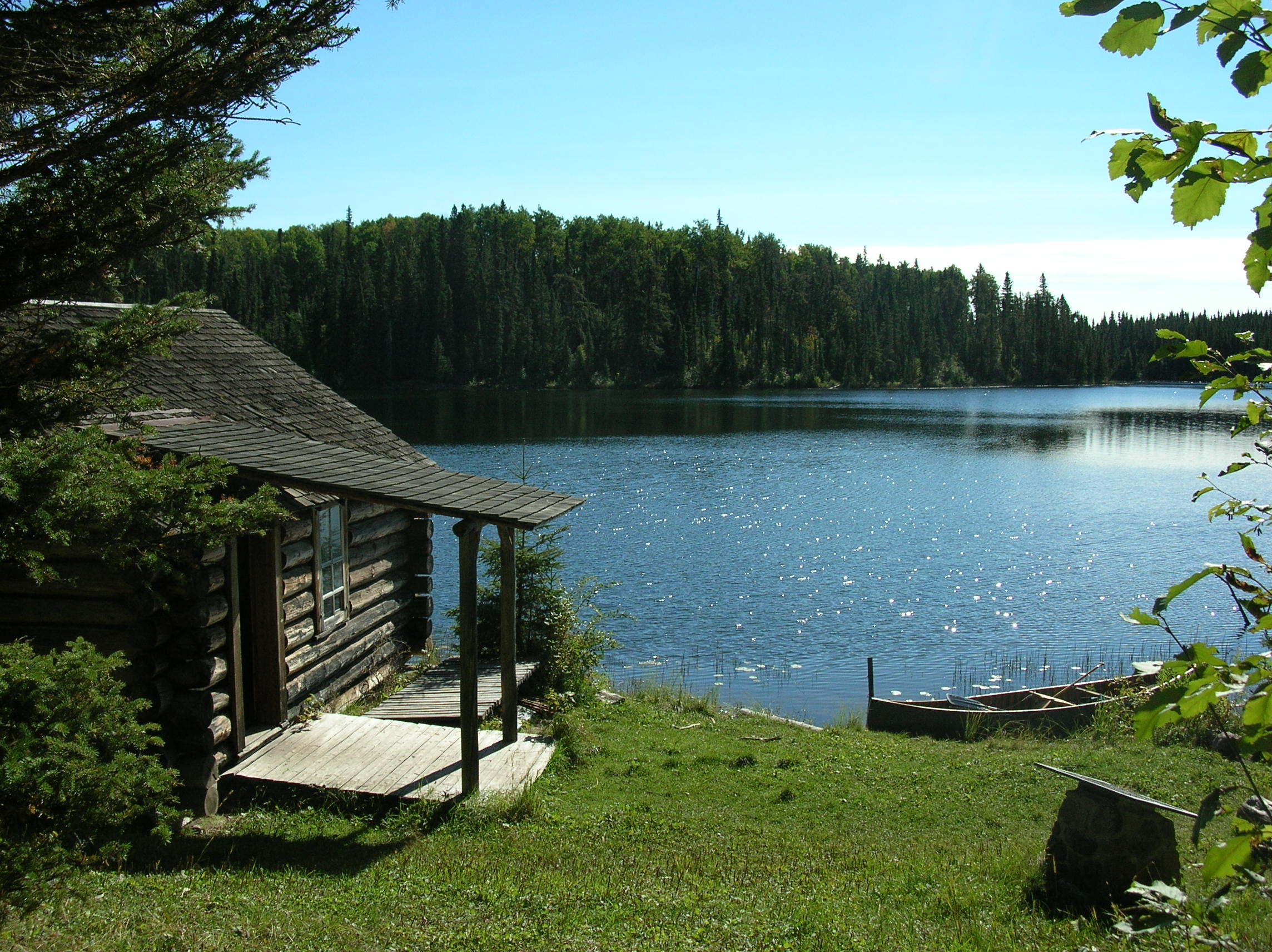
"Beaverlodge", la cabaña de Grey Owl en el lago Ajawaan.

Anahareo animó a Grey Owl a dejar de poner trampas y a publicar sus escritos sobre la vida salvaje. En Pilgrims of de Wild (1934), Grey Owl cuenta como su joven esposa iroquesa, por salvar la vida de dos crías de castor y criarlas, le motivó a cambiar su modo de vida y a trabajar por la protección de la flora y la fauna. Juntos tuvieron una hija, Shirley Dawn (23 de agosto de 1932-3 de junio de 1984).
La pareja se separó en 1936. Grey Owl falleció en 1938, siendo un autor con gran éxito de ventas. Después de su muerte, se supo que no era parte del pueblo apache como él afirmaba, sino un inglés llamado Archibald Stansfeld Belaney.
Utilizando el nombre de Anahareo que Grey Owl le había dado, Gertrude escribió My Life With Grey Owl (1940) y, posteriormente, el best-seller Devil in Deerskins: My Life With Grey Owl (1972), en el cual negaba que hubiese conocido el verdadero origen de Grey Owl. Escribió que se sintió dolida al descubrir su engaño.
Tras la muerte de Grey Owl, Gertrude se casó con el conde Eric Moltke Huitfeldt. Tuvieron dos hijas. En los 50 años que siguieron a su separación de Grey Owl, continuó su activismo en el movimiento por la conservación y los derechos de los animales.
En 1979 Anahareo fue adminita en la "Orden de la Naturaleza", de la Liga Internacional de Derechos de los Animales con sede en París. Fue elegida miembro de la Orden de Canadá en 1983.